# Antuco (Chile)
Antuco ist eine Kommune in der Provinz Bío-Bío in der Región del Biobío in Chile. Bei der Volkszählung im Jahr 2017 hatte sie 4073 Einwohner. Die Gemeinde erstreckt sich über eine Fläche von 1884,1 km².
Zur Gemeinde gehören die Laguna de La Laja und der Nationalpark Laguna del Laja, in dem sich der Vulkan Antuco und die Sierra Velluda befinden. Letzterer ist der höchste Berg in der Region Bío-Bío. Die Stadt Antuco liegt etwas südlich des Südufers des Río de La Laja.

## Geschichte
1680 wurde eine Landzuteilung östlich von Concepción überlassen, die später als De La Cantera bekannt wurde. 1756 wurde ein Parlament abgehalten, in dem Mapuches und Pehuenches zusammenkamen, mit letzteren die Villa Antuco vereinbarten und die Missionen auf ihr Territorium ausdehnten. Diese Villa Antuco wurde zur ersten dauerhaften Niederlassung der Spanier in der Gegend. Am 21. September 1979 wurde das heutige Antuco als Gemeinde gegründet.

## Bevölkerung
Laut der Volkszählung des Nationalen Statistikinstituts von 2002 hatte Antuco 3908 Einwohner (1981 Männer und 1927 Frauen). Davon lebten 1978 (50,6 %) in städtischen Gebieten und 1930 (49,4 %) in ländlichen Gebieten. Die Bevölkerung sank zwischen den Volkszählungen 1992 und 2002 um 3,8 % (154 Personen). Laut der Volkszählung im Jahr 2017 hatte die Gemeinde eine Bevölkerung von 4073.